# Ijermaouas
Ijermaouas (Berbertalen: ⵉⵊⴻⵔⵎⴰⵡⴻⵙ) is een stadje en gemeente gelegen in het Rifgebergte, in het noordoosten van Marokko. De stad behoort tot de provincie Driouch en de regio Oriental. Ijermaouas ligt in het stamgebied van de Ait Touzine. In 2014 telde het dorp ruim zo’n 5 duizend inwoners.